# Sansha
Sansha är en stad på prefekturnivå i Hainan-provinsen i sydligaste Kina. Staden grundades 2012 och administrerar Kinas omstridda anspråk på ett antal ögrupper i Sydkinesiska havet, varav bara en del kontrolleras av Kina.
Staden indelas i tre distrikt, vilka vart och ett omfattar en ögrupp:
- Xisha-distriktet för Paracelöarna i norr
- Nansha-distriktet för Spratlyöarna i söder
- Zhongsha-distriktet för Zhongshaöarana (mellersta öarna) i nordost